# 高橋紘子
高橋 紘子（たかはし ひろこ、1984年 - ）は、秋田市生まれ札幌市育ちのヴァイオリン奏者。
3歳からヴァイオリンを始める。札幌市立八軒小学校、秋田市立将軍野中学校卒業後、桐朋女子高等学校音楽科を経て桐朋学園大学音楽学部ソリスト・ディプロマコースに入学。プラハ芸術アカデミー音楽学部修士課程修了。福島紫、久保田良作、原田幸一郎、ミヒャエル・フリッシェンシュラーガー、イジー・トマーシェク、ボフスラフ・マトウシェクに師事。

## コンクール歴
- 1992年
  - 第17回STV青少年音楽コンクールでSTV賞受賞。
  - 第2回日本クラシック音楽コンクール弦楽器部門全国大会で第3位。
- 1994年 第48回全日本学生音楽コンクール東京大会小学校の部で第2位。
- 1999年 第53回全日本学生音楽コンクール東京大会中学校の部で第1位。
- 2001年 
  - 第11回ABC新人コンサートオーディション合格。
  - 第4回いしかわミュージックアカデミーでIMA音楽賞受賞。
  - ポーランド・ポズナニで開催された第12回ヴィエニアフスキ国際ヴァイオリン・コンクールで第3位入賞。
- 2002年 安田生命クオリティオブライフ文化財団より助成。
- 2003年 第3回旭川・ウィーン国際ヴァイオリンセミナーにおいて最優秀賞受賞。
- 2004年 オーストリアで開催されたヤナーチェクコンクール弦楽器部門で第1位。
- 2009年-2011年 チェコ共和国政府給費奨学生。
- 2010年 オーストリアのサマーアカデミーで特別賞受賞。
- 2011年 文化庁新進芸術家海外研修制度3年派遣研修員。
- 2014年-2016年 プラハ国民劇場オーケストラ第1ヴァイオリン奏者。
- 2015年よりプラハ交響楽団アシスタントコンサートマスターを務める。